# 岭西街道
岭西街道，是中华人民共和国吉林省长春市公主岭市下辖的一个乡镇级行政单位。

## 行政区划
岭西街道下辖以下地区：
石桥社区、新发社区、新建社区、农场社区、新园社区和国家农业科技园区特殊社区。